# Ortografía del valenciano
La ortografía del valenciano es el conjunto de normas ortográficas por las cuales se regula la escritura del valenciano. Esta se consolida y desarrolla a partir de las popularmente denominadas Bases de Castellón, las cuales recogen la tradición lexicográfica del valenciano. No obstante, al tratarse de la misma lengua que el catalán y al considerarse ambas denominaciones de igual nivel, también englobaría a la ortografía del catalán (o normas del IEC)

## El alfabeto valenciano
Artículo principal: alfabeto catalán
El alfabeto valenciano es idéntico al del catalán, existiendo diferencias únicamente en las reglas ortográficas

## Historia
Los primeros intentos de dotar al valenciano de una ortografía propia surgen a principio del siglo XX, de la mano del clérigo Luis Fullana Mira con la Gramática Elemental de la Llengua Valenciana, en 1915 el cual se discernía de la idea que el valenciano y el catalán fuesen la misma lengua. Esta pasaría por algunas reediciones, hasta el ascenso de la corriente unitaria de la lengua, la cual elaboraría las Bases para la unificación ortográfica de la lengua valenciana (o Normas de Castellón) en 1932 las cuales buscaban la adaptación del valenciano a la ortografía creada por Pompeu Fabra (normativa del IEC) para el catalán. Estas poseían el carácter de "provisionales". Sin embargo, no se pudo llevar a cabo ninguna reedición o arribar a un consenso definitivo debido al estallido de la Guerra Civil en 1936 y tras la victoria franquista, debido a la prohibición del uso del valenciano.
A principio de la década de 1960, tiene lugar un resurgir literario en valenciano de la mano de Joan Fuster con su ensayo Nosaltres, els valencians (en valenciano, Nosotros, los valencianos), de carácter pancatalanista, el cual estaba escrito en Normas de Castellón. Muchos otros autores como Manuel Sanchís Guarner o Vicent Andrés Estellés seguirían las directrices de esta obra, fomentando con sus posteriores obras el uso de estas bases ortográficas como proyecto de unificación lingüística (y en algún momento, política) de los Países Catalanes.
Franco fallecería en 1975, dando pie a la transición democrática y la autonomización del estado. En 1979 se crea el Consejo del País Valenciano, el cual abría las puertas a un proyecto autonomista que incluyera al valenciano como lengua oficial. No obstante, no estuvo exento de polémica, pues